# 瑞典-挪威联盟
瑞典-挪威联盟（瑞典語：Svensk-norska unionen；挪威語：；丹麥語：-{Förenade Konungarikena Sverige och Norge
De forenede Kongeriger Norge og Sverige}-；高地挪威語：Sambandet millom Norig og Sverike），简稱瑞典-挪威，是指瑞典和挪威兩個王國於1814年至1905年成立的共主邦聯的聯盟。
在拿破崙戰爭中，瑞典於1813年正式加入反法同盟。根據1814年基爾條約，瑞典可從丹麥手中獲得挪威，但挪威乘機宣布獨立並頒布憲法。瑞典發動了一場短暫的戰爭（此戰亦為瑞典至今參加的最後一場戰爭），挪威投降，被迫作為臣屬國服從於瑞典國王，即由瑞典方主導的“瑞典-挪威聯盟”，該聯盟於1905年解散。

## 背景
挪威曾經兩次被統一在同一個瑞典國王之下，第一次是在1319年至1343年(馬格努斯七世)，第二次則是在1449年至1450年（因短暫共同反對奧爾登堡的克里斯蒂安一世）。在接下來的幾個世紀中，挪威與丹麥保持密切聯合，名義上是一個王國，但實際上卻為一個省份，被丹麥國王從首都哥本哈根統治。 1660年專制主義建立後，建立了更集中的政府形式。但是挪威保留了一些獨立的機構，包括自己的法律、軍隊和鑄幣。聯合王國被後來的歷史學家稱為丹麥-挪威。
瑞典於1523年在古斯塔夫·瓦薩統治下永久性地從卡爾馬聯盟中崛起。17世紀中葉在古斯塔夫二世干預三十年戰爭後，升至地區主要大國的地位。然而，1700-1721年間，查理十二世發動雄心勃勃的戰爭，導致瑞典於大戰後喪失地區大國地位。
卡尔马联盟解体后，瑞典和丹麥-挪威聯合王國成為竞争对手，并打了很多战争。反复的战争和入侵导致了挪威人对瑞典的普遍反感。
第六次反法同盟戰爭後，身為戰敗國的丹麥被迫與英國及瑞典簽訂《基爾條約》，將挪威地區割予瑞典。挪威民眾對此感到不滿，乘機宣布獨立並成立挪威王國。推舉丹麥皇儲克里斯蒂安•腓特烈為國王，並頒布憲法。瑞典發動了一場短暫的戰爭，挪威投降，被迫作為臣屬國服從於瑞典國王，即由瑞典方主導的「瑞典-挪威聯盟」。

## 聯盟瓦解
1905年6月7日，挪威議會宣告瑞典-挪威聯盟解體。瑞典最終於同年10月26日承認挪威為獨立的君主立憲國。

## 國家象徵

### 國徽

瑞典-挪威皇家徽章（1814-1844）
瑞典-挪威皇徽(1844–1905)

## 旗幟

瑞典國旗（1814-1815 年之前）
挪威國旗 (1814–1821)
瑞典和挪威國旗 (1818–1844)
瑞典和挪威的國旗和海軍軍旗（1815-1844 年）
瑞典-挪威海軍和外交旗幟（1844-1905）
瑞典國旗 (1844–1905)
挪威國旗 (1821–1844)
挪威國旗 (1844–1899)
瑞典國旗和海軍軍旗 (1844–1905)
挪威海軍旗幟 (1844–1905) 和州旗 (1844–1899)
挪威國旗（1899 年至今）
瑞典的皇家旗幟 (1844–1905)
挪威的皇家旗幟 (1844–1905)

## 外部鏈接
- “辯論斯德哥爾摩條約，1813年3月3日” （页面存档备份，存于），在奧斯陸大學舉辦，包括斯德哥爾摩條約（1813 年）和聖彼得堡條約（1813 年）的文本
- “法國国王陛下與瑞典和挪威國王之間的條約。1855年11月21日在斯德哥爾摩簽署” （页面存档备份，存于），託管在Google圖書（法語）